# Siegfried Fürst zu Castell-Rüdenhausen
Siegfried Casimir Friedrich Fürst zu Castell-Rüdenhausen (* 16. Februar 1916 in Schloss Rüdenhausen, Rüdenhausen, Unterfranken; † 16. November 2007 ebenda) war ein deutscher Land- und Forstwirt, Unternehmer sowie Jagdfunktionär. Er war Chef des alten fränkischen Adelshauses Castell-Rüdenhausen und Ehrenbürger seiner Heimatgemeinde. Von 1955 bis 1961 stand er als Präsident dem Bayerischen Jagdschutzverband (BJV) vor, den er wesentlich mit aus der Taufe gehoben hat.

## Leben

### Familie, Kriegsdienst und berufliche Tätigkeit
Siegfried Fürst zu Castell-Rüdenhausen kam als zweitältester Sohn von Casimir Fürst zu Castell-Rüdenhausen und Mechtild Corisande Renira Mary geborene Gräfin Bentinck am 16. Februar 1916 im Schloss Rüdenhausen zur Welt. Dort wuchs er mit fünf Geschwistern auf. Nach dem Abitur 1938 absolvierte er den obligatorischen Reichsarbeitsdienst. Ein Jahr später trat er in das in Bamberg stationierte Kavallerie-Regiment 17 ein und war Soldat im Zweiten Weltkrieg, zuletzt im Range eines Oberleutnants. Ende 1945 kehrte er nach Rüdenhausen zurück.
Da sein ältester Bruder Rupert als vermisst galt und später auch für tot erklärt wurde, war nun Siegfried Chef des Hauses Castell-Rüdenhausen. Zu seinen Obliegenheiten gehörten die Verpflichtungen als Mitinhaber der Fürstlich Castell’schen Bank, als Land- und Forstwirt kümmerte er sich mit seiner Forstverwaltung unter anderem um die familieneigenen Wälder im Steigerwald.
Am 16. Oktober 1946 heiratete er Irene Gräfin zu Solms-Laubach (* 25. Juni 1925; † 16. Dezember 2006 in Schloss Rüdenhausen), die Tochter von Georg Friedrich Graf zu Solms-Laubach und Johanna Marie Prinzessin zu Solms-Hohensolms-Lich. Aus der Ehe gingen sieben Söhne und eine Tochter hervor. Seine Tochter Donata Emma Gräfin zu Castell-Rüdenhausen (* 20. Juni 1950; † 5. September 2015) heiratete 1975 Louis Ferdinand Prinz von Preußen (* 25. August 1944; † 11. Juli 1977). Siegfried Fürst zu Castell-Rüdenhausen ist dadurch der Großvater mütterlicherseits von Georg Friedrich Prinz von Preußen (* 10. Juni 1976 in Bremen).

### Einsatz für die Belange der Jagd
Einer breiteren Öffentlichkeit wurde Siegfried Fürst zu Castell-Rüdenhausen durch seinen Einsatz für die Belange der Jagd bekannt. Dieser von Kindesbeinen an verbunden, galt er als waidgerechter Jäger, der als Jagdherr und Gastgeber deutschlandweit in hohem Ansehen stand. Als eine der profiliertesten Persönlichkeiten der deutschen Jägerschaft in der Nachkriegszeit wirkte er maßgeblich am Wiederaufbau des jagdlichen Verbandswesens vor allem in Bayern mit. So war er ab dem Inkrafttreten des Bayerischen Jagdgesetzes 1952 der Vertreter der Jäger im Obersten Jagdbeirat. Er gehörte zu den Neugründern der Kreisgruppe Gerolzhofen und damit auch des Bayerischen Jagdschutz- und Jägerverbands (BJV). Es gelang ihm, die beiden untereinander zerstrittenen bayerischen Jagdverbände, den BJV und den Landesverband Bayerischer Jagdvereine (LBJ), sowie die Arbeitsgemeinschaft Bayerischer Jäger an einen Tisch zu holen und zu einen. Dies führte 1955 zur Verschmelzung der drei Verbände zum Bayerischen Jagdverband (BJV), zu dessen erstem Präsidenten Siegfried Fürst zu Castell-Rüdenhausen im gleichen Jahr gewählt wurde. In seiner Amtszeit bis 1961 erreichte er unter anderem die Anerkennung des BJV als gemeinnütziger Verband. Insgesamt kommt ihm laut Gerhard Frank, einem seiner Amtsnachfolger, das Verdienst zu, den BJV „in einer schwierigen Zeit zu einer kraftvollen Interessenvertretung der bayerischen Jägerschaft“ zusammengeschmiedet zu haben.
Darüber hinaus war Fürst zu Castell-Rüdenhausen einige Jahre auch auf Bundesebene aktiv, nachdem er 1955 in den engeren Vorstand des Deutschen Jagdschutzverbandes (DJV) gewählt worden war. Sowohl der BJV (2001) als auch der DJV zeichneten ihn später mit der Ehrennadel in Gold aus. Außerdem war er Mitglied des Internationalen Rats zur Erhaltung des Wildes und der Jagd (CIC), einige Jahre lang auch dessen Vize-Präsident sowie zeitweilig Präsident der deutschen Delegation des CIC. Der CIC ernannte ihn zum Ehrenmitglied.
Da Siegfried Fürst zu Castell-Rüdenhausen den Deutschen Wachtelhund als Jagdhund ganz besonders schätzte, gestattete er der Landesgruppe Unterfranken im Verein für deutsche Wachtelhunde, ihre Prüfungen in den fürstlichen Revieren abzuhalten.

### Mit Rüdenhausen eng verbunden
Heimatverbunden und bürgernah eingestellt, setzte sich Fürst zu Castell-Rüdenhausen in mannigfacher Weise für Rüdenhausen ein und war dort eine beliebte und geachtete „Institution“. Mit der Verleihung der Ehrenbürgerschaft würdigte der Markt diese enge Verbundenheit. Aber auch die Freiwillige Feuerwehr, der Heimatverein und der Singverein ernannten ihn jeweils zum Ehrenmitglied. Für die Förderung der Patenschaft zwischen der Panzerbrigade 36 und Rüdenhausen wurde er mit der Ehrennadel ausgezeichnet. Die Brigade ernannte ihn außerdem zum Ehrenoberst.
Siegfried Fürst zu Castell-Rüdenhausen erlag am 16. November 2007 den Folgen eines Sturzes. Der 91-Jährige starb im Kreis seiner acht Kinder. Seine letzte Ruhe fand er auf dem Familienfriedhof in Rüdenhausen, wo während der Beisetzung die Familienfahne an seinen ältesten Sohn Johann-Friedrich Fürst zu Castell-Rüdenhausen (1948–2014) weitergereicht wurde.

## Sonstiges
Sein Sohn Karl Friedrich Graf zu Castell-Rüdenhausen widmete ihm zum 90. Geburtstag den Konzertmarsch Fürst Siegfried, eine Komposition von Rudi Fischer.